# The Gamers
The Gamers var ett amerikanskt konfliktspelsföretag som var verksamt mellan 1998 och 2001, då verksamheten övertogs av Multiman Publishing. The Gamers satsade på ett mindre antal serier där grundreglerna var gemensamma för alla spel i serien, vilket gjorde varje enskilt spel lättare att lära sig. Förutom själva spelen gav företaget också ut konfliktspelstidskriften Operations som utkom med sitt första nummer 1991. Företaget grundades av Dean Essig och hade huvudkontor i Homer i Illinois.

## Spelserier som företaget arbetade med
- CWB - Civil War Brigade series simulerar strider på brigadnivå under amerikanska inbördeskriget.
- RSS - Regimental Sub-System series simulerar strider på regementsnivå under amerikanska inbördeskriget.
- TCS - Tactical Combat series simulerar taktiska strider under 1900-talet. Dessutom publicerades ett spel i serien Modern TCS.
- OCS - Operational Combat series simulerar större slag och fälttåg under 1900-talet på bataljons- till divisionsnivå.
- SCS - Standard Combat series är ett generellt system med enklare mekanismer som kan användas för simulering av många olika typer av strider.
- NBS - Napoleonic Brigade series simulerar strider på brigadnivå under Napoleonkrigen.